# Fuck It, I Love You
Fuck It, I Love You (englisch für „Scheiß drauf, ich liebe dich“) ist ein Lied der US-amerikanischen Popsängerin Lana Del Rey. Das Stück erschien zeitgleich mit The Greatest als fünfte beziehungsweise sechste Singleauskopplung aus ihrem sechsten Studioalbum Norman Fucking Rockwell!

## Entstehung und Artwork
Geschrieben wurde das Lied von Lana Del Rey, in Zusammenarbeit mit dem US-amerikanischen Musiker Jack Antonoff. Die Instrumentierung (Akustikgitarre, E-Gitarre, Keyboard, Piano und Schlagzeug), Produktion sowie die Programmierung tätigte ebenfalls Antonoff, bei der Produktion stand ihm Del Rey zur Seite. Am Keyboard ist zusätzlich Mikey Freedom Hart zu hören. Das Mastering tätigte Chris Gehringer mit seinem Assistenten Will Quinnell von Sterling Sound. Für die Tonaufnahmen und die anschließende Abmischung zeichneten Antonoff und Laura Sisk verantwortlich. Bei der Aufnahme erhielten sie Unterstützung durch Billy Cummels, Ben Fletcher, John Rooney und John Sher. Aufgenommen wurde das Lied in den von Jimi Hendrix gegründeten Electric Lady Studios in New York City, die Abmischung erfolgte ebenfalls dort sowie in den Conway Recording Studios in Los Angeles.
Auf dem Cover der Single ist Del Rey zusammen mit Duke Nicholson posierend auf einem Segelboot zu sehen. Bei Duke Nicholson handelt es sich um einen Enkel von Jack Nicholson. Es handelt sich um das gleiche Coverbild wie zu Norman Fucking Rockwell!. Das Foto stammt von Del Reys jüngeren Schwester Caroline „Chuck“ Grant und wurde erstmals von Del Rey am 31. Juli 2019 präsentiert.

## Veröffentlichung und Promotion
Die Erstveröffentlichung von Fuck It, I Love You erfolgte am 22. August 2019 als Einzeldownload durch Interscope Records und Polydor.

## Hintergrundinformation
Fuck It, I Love You feierte seine Radiopremiere auf der britischen Radiostation BBC Radio 1. Während eines Interviews mit dem Radiosender erklärte Del Rey, dass dieses Lied das Letzte gewesen sei, welches für Norman Fucking Rockwell! entstanden sei. Bei dem letzten Titel habe sie den Wunsch gehabt, dass sie etwas mit „Surf Drums“ haben wolle, also taten sie es. Es sei nur ein kleiner Stimmungstitel und sie wuste, dass sie im dazugehörigen Musikvideo wellenreiten wolle.

## Inhalt
Der Liedtext zu Fuck It, I Love You ist in englischer Sprache verfasst. Wörtlich ins Deutsche übersetzt bedeutet der Titel so viel wie „Scheiß drauf, ich liebe dich“. Die Musik und der Text wurden gemeinsam von Jack Antonoff und Lana Del Rey geschrieben beziehungsweise komponiert. Musikalisch bewegt sich das Lied im Bereich der Rockmusik. Inhaltlich stellt Del Rey ihren eigenen Lebensstil in Frage, während sie ihre geliebte Person vermisst.
Aufgebaut ist das Lied auf zwei Strophen, einem Refrain, einer Bridge sowie einem Outro. Es beginnt mit der ersten Strophe, auf die zunächst ein Pre-Chorus sowie danach der eigentliche Refrain folgt. Der gleiche Vorgang wiederholt sich mit der zweiten Strophe. Nach dem zweiten Refrain folgt eine Bridge, an die sich zum dritten und letzten Mal der Refrain anschließt. Nach dem dritten Refrain endet das Lied mit einem vierzeiligen Outro.
| “Dream a little dream of me. Make me into something sweet. Turn the radio on, dancing to a pop song. Fuck it, I love you. Fuck it‚ I love you. Fuck it, I love you. I really do.” – Refrain, Originalauszug | „Träume einen kurzen Traum von mir. Verwandle mich in etwas süßes. Schalte das Radio an; tanz zu einem Popsong. Scheiß drauf, ich liebe dich. Das tue ich wirklich.“ – Refrain, Übersetzung |

## Musikvideo
Das Musikvideo zu Fuck It, I Love You wurde am 26. Juli 2019 gedreht und feierte seine Premiere am 22. August 2019 auf der Videoplattform YouTube. Zu sehen sind im Groben vier unterschiedliche Szenen. Zum einen sieht man Del Rey in einem Club, wie sie eine Platte auflegt und auf der Bühne singt. Zum anderen sieht man Del Rey, die einen Tag am Strand verbringt. In einer weiteren Szene ist sie beim Malen zu sehen. In einer vierten Szene sieht man Del Rey zusammen mit einem durchtrainierten Mann gemeinsam auf einem Surfbrett beim vermeintlichen Wellenreiten, gegen Ende des Videos stürzen beide vom Brett und ein Bluescreen tritt in Erscheinung. Das deutschsprachige Online-Magazin laut.de beschreibt die Szenarien als „Karikatur des typischen California-Girls“. Die Gesamtlänge beträgt vier Minuten. Regie führte wie schon bei Love oder White Mustang Rich Lee. Bis März 2025 zählte das Musikvideo über 18,2 Millionen Aufrufe bei YouTube.

## Mitwirkende
| Liedproduktion - Jack Antonoff: Abmischung, Akustikgitarre, E-Gitarre, Keyboard, Komponist, Liedtexter, Musikproduzent, Piano, Programmierung, Schlagzeug, Tonmeister - Billy Cummels: Co-Tonmeister - Lana Del Rey: Gesang, Komponist, Liedtexter, Musikproduzent - Ben Fletcher: Co-Tonmeister - Chris Gehringer: Mastering - Mikey Freedom Hart: Keyboard - Will Quinnell: Co-Mastering - John Rooney: Co-Tonmeister - John Sher: Co-Tonmeister - Laura Sisk: Abmischung, Tonmeister | Artwork - Caroline “Chuck” Grant: Fotograf (Cover) - Rich Lee: Regisseur (Musikvideo) Unternehmen - Conway Recording Studios: Abmischung - Electric Lady Studios: Abmischung, Tonstudio - Interscope Records: Musiklabel - Polydor: Musiklabel |

## Rezensionen
Matthias Reichel von der deutschsprachigen Musikwebsite cdstarts.de hob bei seiner Rezension Fuck It, I Love You als einen der „Anspieltipps“ hervor.
Juliane Liebert von der Süddeutschen Zeitung bewertet das Stück kritisch, vor allem die Instrumentierung. In Fuck It, I Love You torkele das Schlagzeug durch das Lied wie ein Statist, der aus Versehen durch die falsche Filmszene läuft.
Das deutschsprachige Online-Magazin laut.de beschreibt Fuck It, I Love You als „ambivalenten Love-Song“.

## Kommerzieller Erfolg

### Chartplatzierungen
Fuck It, I Love You erreichte im Vereinigten Königreich Position 59 der Singlecharts und konnte sich insgesamt zwei Wochen in den Charts halten. Einen offiziellen Charteinstieg in Deutschland verfehlte die Single.
Für Del Rey als Interpretin ist Fuck It, I Love You bereits der 23. Charterfolg im Vereinigten Königreich. Als Autorin ist es ihr 21. Charterfolg in den britischen Charts. Für Antonoff ist es in seiner Funktion als Autor oder Produzent der 18. Charterfolg im Vereinigten Königreich.
| ChartsChartplatzierungen     | Höchstplatzierung | Wochen |
| ---------------------------- | ----------------- | ------ |
| Vereinigtes Königreich (OCC) | 59 (2 Wo.)        | 2      |

### Auszeichnungen für Musikverkäufe
| Land/Region                  | Auszeichnungen für Musikverkäufe (Land/Region, Auszeichnung, Verkäufe) | Verkäufe |
| ---------------------------- | ---------------------------------------------------------------------- | -------- |
| Australien (ARIA)            | Gold                                                                   | 35.000   |
| Brasilien (PMB)              | 2× Platin                                                              | 80.000   |
| Vereinigte Staaten (RIAA)    | Gold                                                                   | 500.000  |
| Vereinigtes Königreich (BPI) | Silber                                                                 | 200.000  |
| Insgesamt                    | 1× Silber · 2× Gold · 2× Platin ·                                      | 815.000  |

Hauptartikel: Lana Del Rey/Auszeichnungen für Musikverkäufe